# Protaetia subpilosa
Protaetia subpilosa — жук из семейства пластинчатоусых (Scarabaeidae).

## Описание
Жук длиной 15—20 мм. Блестящий зеленый жук, переднеспинка и щиток с медным отливом, щупики и усики жёлто-бурого цвета, булава усиков с зеленоватым металлическим отливом. Наличник с приподнятым передним краем и слабо развитыми боковыми ребрами, покрытый крупными густыми морщинистыми точками. Переднеспинка слабо поперечная, сильно суживается кпереди, покрыта густыми крупными точками. На гладком основном фоне, по бокам она в более крупных и густых, дуговидных и простых, отчасти сливающихся точках и редких беловатых волосках. Щиток у основания в мелких густых точках и мелких белых
волосках, на остальном пространстве является гладким. Надкрылья покрыты густыми, крупными, но практически не соприкасающимися, местами собранными в ряды дуговидными точками и относительно длинными волосками желто-белого цвета, а также круглыми и поперечными белыми пятнами. Околощитковое пространство лишь в мелких дуговидных и простых точках. Шовный промежуток крышевидно приподнятый и покрытый редкими мелкими точками. Пигидий несколько выпуклый, в дуговидных морщинках и многочисленных длинных жёлтых торчащих волосках, с двумя большими белыми пятнами по бокам.

## Ареал
Греция, Турция, Сирия.